# Acontia areli
Acontia areli är en fjärilsart som beskrevs av John Kern Strecker 1898. Acontia areli ingår i släktet Acontia och familjen nattflyn. Inga underarter finns listade i Catalogue of Life.

## Bildgalleri

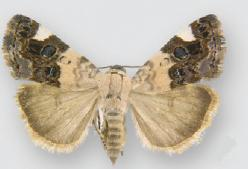
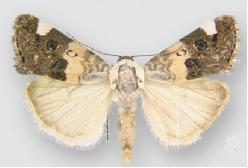